# Rhodophthitus conspersa
Rhodophthitus conspersa là một loài bướm đêm trong họ Geometridae.